# Strychnos peckii
Strychnos peckii là một loài thực vật có hoa trong họ Mã tiền. Loài này được B.L.Rob. miêu tả khoa học đầu tiên năm 1913.